# 北之坊皓司
北之坊 皓司（きたのぼう こうじ、1939年または1940年 - ）は、日本の政治家。無所属。大阪府議会議員 (3期)、豊中市議会議員 (4期)、豊中市選挙管理委員会委員長を歴任。旭日小綬章受章。

## 経歴
1963年 (昭和38年) 同志社大学経済学部卒業。豊中市議会議員を4期務め、衣料品販売会社役員を経て、1995年4月 大阪府議会議員選挙豊中市選挙区に無所属で出馬し4位初当選 (定数5)。1999年4月 大阪府議会議員選挙豊中市選挙区で3位再選 (定数5)。2003年4月 大阪府議会議員選挙で4位三選 (定数5) 。大阪府日華友好交流協会理事。豊中市選挙管理委員会委員長。

## 栄典
- 2002年11月 平成14年秋の叙勲で藍綬褒章を受章[8]
- 2014年11月 平成26年秋の叙勲で旭日小綬章を受章[1]。